# Судурпаштин-Прадеш
Судурпашчим-Прадеш (или Дальнезападная провинция) — название провинции Непала, установленной новой Конституцией в Непале, которая была принята 20 сентября 2015 года. Население провинции 2 552 517 человек, территория составляет 19 539 км². Столица — Дхангадхи.
Региональные языки Кхаси Карнеги и Маджари.

## Зоны
1. Махакали
2. Сети

## Районы
Провинция состоит из следующих районов:
1. Баджура
2. Баджханг
3. Доти
4. Ачхам
5. Дарчула
6. Байтади
7. Даделдхура
8. Канчанпур
9. Кайлали